# Mittelen

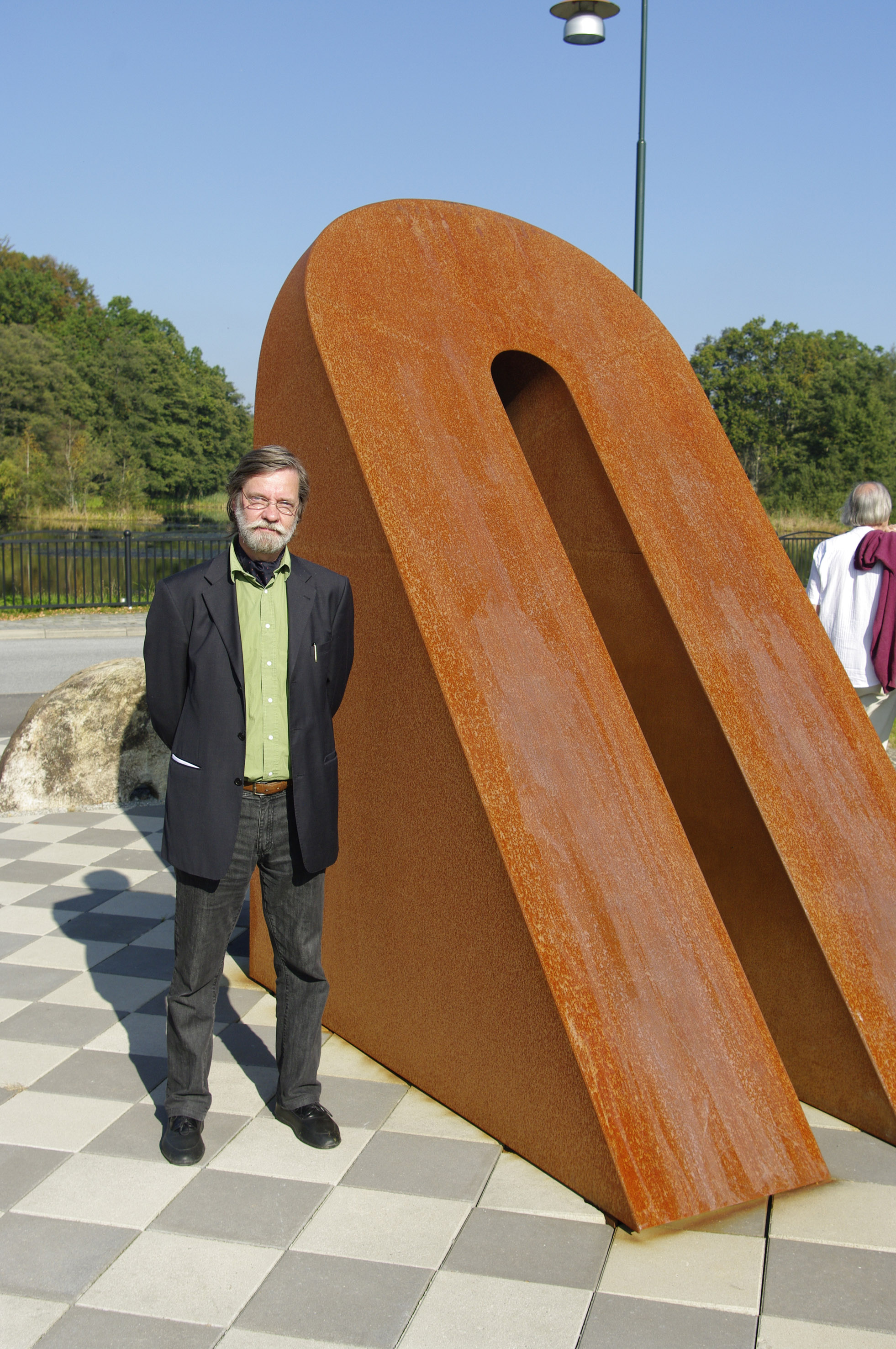
Konstnären Lars Ekholm bredvid sitt verk Mittelen.

Konstverket Mittelen invigdes 3 oktober 2009. Konstverket, som markerar Skånes mittpunkt, har uppförts av konstnären Lars Ekholm. Det är beläget i norra delen av Höörs samhälle, vid ruinen efter Brännemölla.  
Mittelen består av tre delar: möllestenen, själva skulpturkroppen och solen. Möllestenen (kvarnstenen), som är av ca 250 miljoner år gammal Höörsandsten, är central för Höörsbygden då den tillhört Brännemölla, tidigare säteriet Åkersbergs mölla och Höörs första stora energikälla. Stenen är något äldre än den Höörsandsten som användes vid de stora kyrkobyggena, bland annat Lunds domkyrka, under 1100-talet. Skulpturkroppen av cortenstål är en metamorfos av kvarnstenen, som tänjs åt olika håll. Solen penetrerar portalen, eller triumfbågen, den 4 oktober kl. 13.00 varje år och visar med sin ljusstråle var Skånes tyngdpunkt finns i Skånes Mitt.
Datumet 4 oktober markerar minnet av Höörs stora revolution år 1858 då järnvägstrafiken kom igång detta datum, vilket innebar en övergång till modern tid från möllestenens tid.
Vid konstverket finns också en basaltpelare med informationstext. Basalt har valts, eftersom området inom Ringsjön, Häglinge, Finja och Klippan har ett mycket stort antal så kallade basaltneckar, som är rester från vulkaner för 180–190 miljoner år sedan under Juratiden. Även basaltneckar från Krita finns, ca 110 miljoner år gamla. 
Konstverket har tillkommit genom samarbete med och stöd från konstnären, Skånska Akademien, Höörs kommun, Sparbanksstiftelsen Färs och Frosta, Frosta Härads Hembygdsförening samt Höörs Försköningsförening AFH. Invigningen skedde den 3 oktober 2009 med stor pompa och ståt med Håkan Carlssons specialkomponerade rituella fanfarmusik för trumpet och slagverk. Landshövding Göran Tunhammar förrättade själva invigningen, varefter kommunstyrelsens ordförande Pehr-Ove Pehrson och konstnären Lars Ekholm beskrev konstverket Mittelen och dess symbolik. Skånska akademiens ledamot Sven Rosborn berättade sedan om Skånes tyngdpunkt, dess essens och hur den har beräknats och sedermera namngivits till Skånes Mitt.
Varje år sedan 2009 delas Skånska Akademiens utmärkelse "Årets Medelpunkt" ut vid "Mittelen" den första lördagen i oktober månad.